# Еколого-геологічне картування
Еколого-геологічне картування — процес моделювання геологічного середовища та його змін під впливом господарської діяльності. Включає картування природних факторів (ландшафтно-геоморфологічні комплекси з їх динамічними властивостями, ландшафтно-геохімічні умови, гідрогеологічна характеристика) і картографічне моделювання техногенних факторів (техногенні комплекси та об'єкти, площинне техногенне навантаження, інженерно-геологічні процеси, зміна гідрогеологічних та геохімічних обстановок).
Основним завданням карти техногенного навантаження є відображення на ній особливостей використання території в залежності від технології існуючих виробництв, систем скидання, відходів та ін.
Залежно від територіальної організації природного комплексу, масштабів і специфіки техногенного впливу на таких картах і в легенді приймаються таксони різного порядку. На них зображуються: 
- 1) великі природно-техногенні комплекси;
- 2) території з концентрацією однотипної господарської діяльності;
- 3) площові техногенні джерела;
- 4) локальні об'єкти господарської діяльності, які поділяються на промислові, сільськогосподарські, гірничотехнічні, гідротехнічні та водогосподарські;
- 5) точкові об'єкти господарської діяльності, які також поділяються на аналогічні групи. Виконання таких робіт вимагає введення поняття про природно-техногенний комплекс, під яким розуміють складну систему взаємодії характерних антропогенних факторів і елементів довкілля.

Важливе місце в еколого-геологічному картуванні займають методи дистанційного зондування земної поверхні. За даними космознімків проводиться дуже виразне виділення площ з різним характером природного стану, а також отримання оперативних моделей трансформації геологічного середовища під впливом техногенезу. У числі методичних прийомів такого вивчення слід зазначити можливість і доцільність аналізу окремих площ з інтервалом спостережень через 5-7 років. За даними дешифрування складаються карти сучасного стану природних комплексів та їх техногенних модифікацій, динаміки ландшафтів, які можуть бути базовими для створення геоекологічних моделей, комплексних схем заходів з охорони і раціонального використання геологічного середовища.
Призначення і зміст еколого-геологічних карт може бути найрізноманітнішим. Розрізняють карти національного, регіонального, локального та об'єктного рівнів зображуваної інформації. В цілому, еколого-геологічна карта фіксує природну обстановку (загальногеологічні, геохімічні, гідрогеологічні, інженерно-геологічні та інші закономірності), одержану з точки зору стійкості геологічного середовища до техногенних трансформацій, відображає характер такого впливу, способи профілактики, можливі наслідки господарської діяльності. Природно, що призначення і зміст усіх цих карт визначається масштабом картування і об'єктом екогеологічного аналізу.
Окремий напрямок — еколого-геодинамічне картування, яке передбачає вивчення ендогенних факторів (зазвичай — землетрусів, вулканічних вивержень, зміщення земної поверхні) і екзогенних.
Еколого-геологічне картування масштабу 1: 200000 виконується в межах територій, які відчувають істотне техногенне навантаження, характеризуються різним станом геологічного середовища. Кінцевою моделлю подібних побудов стає середньомасштабна еколого-геологічна карта, основою якої є районування території по її екологічним параметрам з урахуванням природних умов та техногенних трансформацій геологічного середовища. Основний зміст такої еколого-геологічної карти має наступні основні блоки геоінформації: 1) провідні чинники динаміки геологічного середовища; 2) екологічний стан геологічного середовища по природним факторам; 3) екологічний стан ГС з техногенних факторів; 4) природні території та об'єкти, що знаходяться під охороною.